# Henrik Danielsen
Henrik Danielsen (* 23. Januar 1966 in Nykøbing Falster) ist ein dänischer Schachspieler und -trainer, der seit 2006 für den isländischen Schachverband spielt. Seit 1996 trägt er den Titel Großmeister.

## Leben
Er ist Leiter der Schachschule Hrókurinn in Reykjavík, Island und spielt für den dortigen Verein Haukar. Danielsen sponsert über Hrókurinn die Schulung Jugendlicher in Grönland und Namibia und stellt Lehrvideos zusammen. In der dänischen Skakligaen (früher 1. Division) spielte er bis 1997 und von 2002 bis 2004 für den Skakklubben K41, mit dem er 1996 dänischer Mannschaftsmeister wurde, von 1997 bis 2000 für den SK 1934 Nykøbing, mit dem er 2000 dänischer Mannschaftsmeister wurde, von 2010 bis 2013 bei BMS Skak, in der Saison 2016/17 für den Jetsmark Skakklub und seit 2018 für das Team Xtracon Køge, mit dem er 2019 und 2020 Meister wurde, in Schweden für den Lunds ASK. In Deutschland spielte er von 1997 bis 2001 für die Schachfreunde Schwerin in der Oberliga Nord und von 2001 bis 2004 für die zweite Mannschaft des Lübecker SV in der 2. Bundesliga Nord. Seit 2008 spielt er erneut für die Schachfreunde Schwerin.
Am European Club Cup nahm Henrik Danielsen 1988 mit dem Skakklubben K41 und 1999 mit dem SK 1934 Nykøbing teil.
Für Dänemark nahm er 1992, 1994 und 1996 an Schacholympiaden teil, für Island 2006, 2008 und 2012. Sein Gesamtergebnis bei Schacholympiaden ist 30,5 Punkte aus 55 Partien (+21 =19 −15, 55,5 %). Auch an den Mannschaftseuropameisterschaften nahm er 1992 für Dänemark, 2007, 2011, 2013 und 2015 für Island teil. 2009 gewann er in Bolungarvík die isländische Einzelmeisterschaft.
Danielsen ist einer der wenigen Schachspieler, die inzwischen noch die Bird-Eröffnung 1. f2–f4 auf Großmeisterniveau erfolgreich einsetzen. In Lehrvideos nennt er sie das Polar Bear System (das Eisbär-System).

## Partiebeispiel
|   | a | b | c | d | e | f | g | h |   |
| 8 |   |   |   |   |   |   |   |   | 8 |
| 7 |   |   |   |   |   |   |   |   | 7 |
| 6 |   |   |   |   |   |   |   |   | 6 |
| 5 |   |   |   |   |   |   |   |   | 5 |
| 4 |   |   |   |   |   |   |   |   | 4 |
| 3 |   |   |   |   |   |   |   |   | 3 |
| 2 |   |   |   |   |   |   |   |   | 2 |
| 1 |   |   |   |   |   |   |   |   | 1 |
|   | a | b | c | d | e | f | g | h |   |

Stellung nach 21. … Lf5xc2
Eine interessante Partie mit dem Polar Bear System spielte Danielsen 2003 beim Papir Kop in Dalum, einer Vorstadt von Odense, gegen seinen dänischen Landsmann und Großmeister Peter Heine Nielsen. In der Diagrammstellung ignorierte Danielsen den Angriff des Läufers c2 auf seine Dame und spielte auf Schachmatt:
22. Tf1xf7!
Nimmt Schwarz nun die Dame, wird er nach 23. e5–e6, womit der Läufer auf a1 entscheidend in das Spiel eingreift, in wenigen Zügen mattgesetzt. In der Partie folgte:
22. … h7–h6
23. e5–e6 h6xg5
24. Tf7–g7+
Auf Kg8–f8 folgt nach 25. Tg7–h7 das Matt auf h8. Nach
24. … Kg8–h8
25. Tg7xe7+ Kh8–g8
folgt ein Damenopfer, das Schwarz annehmen muss:
26. Da4–e8+ Tb8xe8
27. Te7xe8+ Kg8–h7
und nun setzt Weiß mit Te8–h8 matt.